# 葡萄牙总统
葡萄牙总统（葡萄牙語：Presidente da República Portuguesa）是葡萄牙的国家元首。历届总统的权力、职能和职责，以及它们与总理和内阁的关系，会随着时间的推移与葡萄牙宪法的改变而有所不同。
现任葡萄牙总统是马塞洛·雷贝洛·德索萨，他于2016年3月9日就职。

## 角色
葡萄牙第三共和国是半总统制。与其他的一些欧洲国家的总统不同，葡萄牙总统的权力相当大。虽然葡萄牙总理和議會监督国家的实际日常事务，但是葡萄牙总统的权威和影响力极大，特别是在国家安全和外交政策方面（但低于其他的一些半总统制的欧洲国家的总统，如法国和罗马尼亚）。总统是葡萄牙武装部队的最高指挥官，担任国家最高职位，级别高于所有其他職位。
总统最大的权力是其选择总理的能力。然而，由于共和国议会拥有解散总理政府的唯一权力，由总统任命的总理必须得到议会中大多数代表的信任，否则提名的总理可能面临不信任动议。总统拥有解散议会的自由裁量权（葡萄牙人称其为“原子弹”），2004年底時任总统沈拜奥利用这一特权罢免了备受争议的总理佩德罗·桑塔纳·洛佩斯，尽管当时多数议员支持政府。沈拜奥也曾在2003年干预限制葡萄牙参与伊拉克战争——作为武装部队的最高指挥官，他禁止葡萄牙军队参与战争，因此与当时的总理若泽·曼努埃尔·巴罗佐产生了冲突（从2003年到2005年，共部署了128名国家共和国卫队）。
在康乃馨革命之前，总统的权力差别很大：有些总统实际上是独裁者（如西多尼奥·派斯和早期的奥斯卡·卡尔莫纳），而有的总统只不过是有名无实的人物（如晚年的奥斯卡·卡尔莫纳、克拉维罗·洛佩斯和阿梅里科·托马斯）。在后者执政期间，最高权力由总理安东尼奥·德·奥利维拉·萨拉查掌握。

## 权力
宪法赋予总统以下权力：
- 总统行使武装部队最高司令官和海陆空三军的总司令官，并根据政府的提议，任免武装部队总参谋长和海陆空三军的军事参谋首长。
- 总统可以解散共和国议会，解散后需要进行新的立法选举，在这些选举之后，原有的政府辞职。
- 总统根据选举结果任命总理，并根据总理的提议任命政府的其他成员。不过，他可以在必要时解散政府，以确保民主机构的顺利运作。自治区机关如有严重违反宪法的行为，自治区机关也可被总统解散。
- 总统在与政府协商并得到议会批准后可以宣布进入紧急状态。
- 在政府的提议下，并经过议会的授权，总统可以宣战或议和。
- 总统可以颁布或否决颁布的法律、法令、管理法令和其他法令。
- 在外交方面总统可以批准条约
- 总统决定由议会提交给他的公投。
- 总统可要求宪法法院事先审查作为组织法、法律或法令颁布的国际协定或法令的规范是否符合宪法。
- 总统根据政府的提议，任命大使和特使，并授权外国外交代表。
- 总统在与政府协商后，可以对罪犯进行赦免和减刑。
- 总统可以颁发荣誉勋章

## 选举
根据1976年通过的葡萄牙宪法，1974年康乃馨革命之后，总统一届任期为五年；总统的任期没有限制，但是连任两届的总统在第二任期结束后的五年内不得连任，在他辞职后的五年内不得连任。葡萄牙总统的官邸是贝伦宫。
总统实行两轮选举制度：如果在第一轮选举中没有候选人获得50%的选票，那么两名获得最多选票的候选人将在两周后举行第二轮选举。然而，第二轮选举只进行过一次，即1986年的总统选举。到目前为止，自康乃馨革命以来的所有当选总统都已连任两届，总统也一直是这个国家最受欢迎的政治人物。然而，最近前总统席尔瓦的支持率直线下降，使他成为葡萄牙人气第二低的政治人物，仅次于总理，也是1974年之后第一位人气不佳的葡萄牙总统。
如果总统在任职期间死亡或丧失工作能力，议会的议长将会行使总统的权力，但是权力受限，直到通过新的选举产生新的总统。